# 修市侯国
修市侯国，西汉本始四年（前70年）汉宣帝封清河纲王子刘寅为修市原侯，置修市侯国，治今河北省景县西北。属勃海郡。东汉省。 